# Алексеев, Фёдор Алексеевич
Фёдор Алексеевич Алексе́ев (1912—1978) — советский геолог.

## Биография
Родился 2 (15 февраля) 1912 года в деревне Сорокино (ныне Бежецкий район, Тверская область). С 1930 года работал старшим коллектором геологической партии НГРИ (Ленинград).
В 1936—1938 старший лаборант лаборатории геохимии ИГИАН[уточнить]. За 2,5 года окончил Московский нефтяной институт (1938). В 1938—1941 аспирант Нефтяного геологоразведочного института. В 1941—1945 директор ВНИГРИ. Член ВКП(б) с 1939 года.
В годы Великой Отечественной войны, в 1941—1942 командир диверсионно-разведывательной группы в Ленинградской области. Демобилизован после тяжёлого ранения.
В 1945—1949 годах руководил геологическими исследованиями в Ленинградской области.
- 1949—1952 — управляющий трестом «Сталинграднефтегазразведка»;
- 1952—1955 — начальник Главнефтегеофизики Миннефтепрома СССР;
- 1953—1961 — заведующий лабораторией радиометрии Института нефти АН СССР;
- 1961—1968 — директор Института ядерной геофизики (ВНИИЯГГ);
- 1968—1978 — заведующий лабораторией ВНИИЯГГ.

Доктор геолого-минералогических наук (1948), профессор.
Инициатор применения ядерных методов в геологии и геофизике. Автор монографий «Использование ядерных методов в нефтяной геологии» (1965), «Ядерная геофизика при поисках полезных ископаемых» (1960, 1978).
Умер в 1978 году в Москве. Похоронен на Кунцевском кладбище города Москвы, участок 10.
Дочь Татьяна родилась 9 января 1940 в Якутске. Окончила Московский нефтяной институт (1962). Доктор геолого-минералогических наук, профессор, член-корреспондент РАЕН.

## Награды и премии
- Орден Красной Звезды (6.11.1947)
- медали
- Сталинская премия второй степени (1952) — за открытие Жирновского, Бахметьевского и других месторождений нефти и газа в Нижнем Поволжье (1952)